# إدموند روش
ادموند روش (بالإنجليزية: Edmund Roche)‏ بارون بريطاني (ولد في لندن يوم 20 مارس من العام 1939) هو خال ديانا أميرة ويلز.